# 360° (телеканал)
«360°» (читается как «Триста шестьдесят») — российский спутниковый телеканал, доступный в формате высокой чёткости. Технический охват аудитории — 36 миллионов человек. Вещание осуществлялось через 25 ТВК в Москве и городах Московской области, а также посредством кабельных и спутниковых операторов.

## История

### «Подмосковье» (2003—2014)
Осенью 2003 года по инициативе тогдашнего губернатора Московской области Бориса Громова, был создан телеканал «РТВ-Подмосковье» (позднее название телеканала несколько раз менялось). 1 февраля 2008 года телеканал перешёл на ежедневное 18-часовое, а 8 августа 2008 года — на круглосуточное вещание.
В первоначальном формате вещания телеканал ставил своей задачей отражение всех значительных событий и новостей из социальной, политической, научной, экономической, духовной, культурной и спортивной жизни Подмосковья, позиционировал себя «позитивным, актуальным и социально направленным телевидением».
В октябре на канал перешла часть бывшего руководящего и редакторского состава с «7ТВ», а с 3 октября по 27 декабря 2009 года этот же канал транслировал некоторые передачи с «Подмосковья» под его логотипом в сетке вещания выходного дня, среди них — «Я иду искать», «Территория безопасности», «Вторая мировая», «ДПС-контроль», «Удачи на даче» и другие.
Телеканал «Подмосковье» расширял зону вещания (в октябре 2010 года началось его вещание в кабельном пакете НКС), создавал циклы программ собственного производства. Генеральный директор телеканала в 2008—2012 годах Наталья Кудряшова в разное время была награждена знаками губернатора Московской области «Благодарю», «За полезное», в 2011 году она же стала лауреатом национальной премии в области медиабизнеса «Медиаменеджер России».
После назначения временно исполняющего обязанности губернатора Подмосковья Андрея Воробьёва в ноябре 2012 года на телеканале произошла смена менеджмента. Телеканал покинула его генеральный директор Наталья Кудряшова, а вслед за ней — главный редактор, главный режиссёр, юрист и другие сотрудники. Новым генеральным директором был назначен Андрей Прошутинский, ранее возглавлявший компанию «АТВ Продакшн». Повторное изменение генерального директора состоится уже в июне 2013 года — на эту должность будет приглашён человек, близкий к ВГТРК — бывший корреспондент информационных программ телеканала «Россия» и заместитель главного редактора «России-2» Вячеслав Духин.
С лета 2013 года телеканал стал доступен на 25 ТВК в Москве, сменив на этой позиции телеканал «ЕвроНовости». Перевод вещания телеканала на 25 ТВК состоялся при непосредственном участии ВГТРК, Олега Добродеева и тогдашнего временно исполняющего обязанности губернатора Подмосковья Андрея Воробьёва.

### «360°» (с 2014 года)
В апреле 2014 года телеканал купил вертолёт, после чего провёл ребрендинг и изменил своё название на «360° Подмосковье». Вещание под таким брендом началось 19 мая 2014 года. Одновременно с изменением названия произошли изменения в сетке вещания — телеканал сменил свой формат с регионального на информационно-развлекательный. С этого же момента в сетке вещания стали концентрироваться, в основном, информационные и развлекательные программы собственного производства, а также кинофильмы и сериалы. Вещание телеканала же было переведено с первоначального 4:3 на 16:9 и в формат высокой чёткости HD. В работе канала задействован и купленный им телевизионный вертолёт Robinson R44.
В 2016 году был запущен дочерний информационный телеканал «360° Новости», на котором зрители круглосуточно могут следить за самыми значимыми событиями московского региона, страны и мира. В сетке вещания представлены ежечасные выпуски новостей, актуальная информация о загруженности дорог в утренний и вечерний час-пик и метеоданные.
С 2016 года началось распространение телеканала на российские регионы и его пределы посредством сетевого партнёрства: 6 июня ярославский телеканал «Городской телеканал» начал ретрансляцию телеканала «360°» в Ярославле, 17 января 2018 года «360°» начал вещание в непризнанной ДНР. В том же году телеканал становился сетевым партнёром в Екатеринбурге (телеканал АТН, 34 ТВК) и Краснодаре (МТРК «Краснодар», 28 ТВК) (ранее сетевыми партнёрами этих телеканалов был телеканал «Россия 24»).
Решением Федеральной конкурсной комиссии по телерадиовещанию от 1 февраля 2017 года телеканал выбран обязательным общедоступным региональным телеканалом («21-я кнопка») Московской области.
2 июня 2021 года телеканал «360°» представил новый логотип, который был презентован на Петербургском международном экономическом форуме. Полоска ГЦП в нём заменена на орбиту — отражение трансформации телеканала и ориентированности на digital. Изменение логотипа было связано с тем, что за последние годы телеканал «360°» превратился из подмосковного телеканала в кросс-медийный холдинг.
В конце мая 2022 года из сетки вещания исчезли художественные фильмы и сериалы (за исключением некоторых праздничных и выходных дней), мультфильмы и все флагманские развлекательные программы, составлявшие с середины 2010-х годов основной костяк эфира («Вкусно 360», «Вкусно, как в кино», «Самое яркое» и другие). Их место заняли исключительно программы собственного производства, в основном социально-значимого характера. Среди них «Маршрут построен», «Сделано в России», «Быстрые деньги», «Огородники», «Внимание! Еда!» (совместный проект с «Роскачеством») и другие. Выпуски новостей отныне стали выходить в начале каждого часа.
20 мая 2024 года канал внёс частичные изменения в свой логотип: в него был добавлена красная надпись «.ru» с живущими в конце букв пикселями. Именно пиксель стал ключевым форматным элементом ребрендинга. Изменился также и сайт — 360.ru.

## Руководители
- Наталья Кудряшова (2008—2012)[32]
- Андрей Прошутинский (2012—2013)[15]
- Вячеслав Духин (2013—2019)[33][34]
- Алексей Каклюгин (с 2019)[34]

## Награды и премии
Журналисты телеканала «360° Подмосковье» не раз становились призёрами и дипломантами профессиональных конкурсов. В 2014 году телеканал стал лауреатом премии «ТЭФИ-Регион» в двух номинациях — «Телевизионный дизайн» и «Просветительская программа» (программа «Усадьбы 360» «Мелихово»).
Также в 2014 году телеканал стал лауреатом премий «Золотой луч» (Телеканалы: информация и публицистика) и «Большая цифра» (лучшая информационная программа «Большие новости»).
«360° Подмосковье» признан лучшим сайтом телеканала по версии конкурса «Точка.ру».

## Региональные вещатели
- 360 Усть-Илимск (Иркутская область)
- 360 Назарово (Красноярский край)
- 360 Братск (Иркутская область)
- 360 Усть-Кут (Иркутская область)
- 360 Ангарск (Иркутская область)

и другие